# مسابقه زیبایی کینزی
مسابقه زیبایی کینزی (انگلیسی: Keynesian beauty contest) نوعی مسابقه زیبایی را توصیف می‌کند که در آن شرکت‌کنندگان در آن باید چهره‌هایی که از نظر سایر شرکت‌کنندگان زیبا هستند را انتخاب کنند. در واقع، نظر هر شرکت‌کننده اهمیتی ندارد و او باید نظر سایر شرکت‌کنندگان را حدس بزند. 
چنین الگویی اغلب در بازارهای مالی و سرمایه دیده می‌شود، به این صورت که سرمایه‌گذاران (یا دقیق‌تر بگوییم، سفته‌بازان) به جای سهامی که از نظر بنیادی بهترین ارزش را دارند، می‌توانند با خرید سهامی که فکر می‌کنند سایر سرمایه‌گذاران خواهند خرید، سود بیشتری کسب کنند. به این ترتیب، وقتی دیگران سهامی را می‌خرند، قیمت آن را بالا می‌برند و این امکان را به سرمایه‌گذار اولیه می‌دهند تا صرف نظر از اینکه آیا افزایش قیمت‌ها به خاطر عوامل بنیادی بوده یا خیر، سود کنند. 
این مفهوم توسط جان مینارد کینز ارائه شد و در فصل ۱۲ اثر او، «نظریه عمومی اشتغال، بهره و پول» (۱۹۳۶)، برای توضیح نوسانات قیمت در بازارهای سهام معرفی شد.
کینز الگوی کلی عملکرد فعالان  بازار (سفته‌بازان) را با استفاده از یک مثال بر اساس یک مسابقه روزنامه‌ای خیالی توصیف کرد که در آن از شرکت‌کنندگان خواسته می‌شود شش چهره جذاب را از میان صد عکس انتخاب کنند. کسانی که محبوب‌ترین چهره‌ها را انتخاب کنند، واجد شرایط دریافت جایزه می‌شوند.
یک استراتژی ساده این است که چهره‌ای را انتخاب کنند که به نظر شرکت‌کننده، زیباترین است. یک شرکت‌کننده پیچیده‌تر که می‌خواهد شانس برنده شدن جایزه را به حداکثر برساند، درباره ادراک اکثریت از جذابیت فکر می‌کند و سپس بر اساس استنباطی از دانش خود از ادراکات عمومی، انتخابی انجام می‌دهد. این می‌تواند یک قدم جلوتر برود و این واقعیت را در نظر بگیرد که سایر شرکت‌کنندگان نیز هر کدام نظر خود را درباره ادراکات عمومی دارند. بنابراین، استراتژی می‌تواند به مرتبه بعدی و بعدی و همینطور ادامه یابد، در هر سطح تلاش می‌کند نتیجه نهایی فرآیند را بر اساس استدلال سایر عاملان منطقی پیش‌بینی کند.
کینز بر این باور بود که رفتار مشابهی در بازار سهام در جریان است. این الگوی کلی موجب می‌شود سرمایه‌گذاران قیمت‌گذاری سهام را نه بر اساس آنچه فکر می‌کنند ارزش بنیادی یک دارایی است، یا حتی بر اساس آنچه سرمایه‌گذاران فکر می‌کنند سایر سرمایه‌گذاران درباره ارزش دارایی باور دارند، بلکه بر اساس آنچه فکر می‌کنند سایر سرمایه‌گذاران معتقدند نظر متوسط درباره ارزش دارایی است، یا حتی ارزیابی‌های مرتبه بالاتر انجام دهند.
در سال ۲۰۱۱، برنامه «پلنت مانی» در رادیو ملی عمومی آمریکا این نظریه را با درخواست از شنوندگانش برای انتخاب بامزه‌ترین ویدیو از میان سه ویدیوی حیوانات آزمایش کرد. شنوندگان به دو گروه تقسیم شدند. یک گروه حیوانی را که فکر می‌کردند بامزه‌ترین است انتخاب کردند، و گروه دیگر حیوانی را که فکر می‌کردند اکثر شرکت‌کنندگان بامزه‌ترین خواهند دانست، انتخاب کردند. نتایج تفاوت‌های قابل توجهی را بین گروه‌ها نشان داد. پنجاه درصد از گروه اول ویدیویی با یک بچه گربه را انتخاب کردند، در حالی که هفتاد و شش درصد از گروه دوم همان ویدیوی بچه گربه را انتخاب کردند. افراد در گروه دوم عموماً قادر بودند ترجیحات شخصی خود را نادیده بگیرند و بر اساس ترجیحات مورد انتظار دیگران تصمیم‌گیری دقیقی انجام دهند. نتایج با نظریه کینز سازگار تلقی شد.